# Beatbetrieb
Beatbetrieb war eine christliche Band aus Stuttgart.

## Geschichte
Im Jahr 1997 gründeten Andreas Volz, Felix Neun, Tobi Wörner und Theo Eißler die Band Beatbetrieb und veröffentlichten 1998 zusammen mit dem Produzenten Derek von Krogh eine gleichnamige Maxi-CD.
Ab Anfang 2000 wurde Michael Janz Leadsänger, Andreas Volz und Felix Neun verließen die Band. Im Jahr 2000 wirkte die Band als Interpret bei der Produktion WWJD: What Would Jesus Do? - Die CD! des Verlages Gerth Medien mit. Bei der Expo 2000 in Hannover trat die Band beim via Satellit übertragenen Jugendevent JesusHouse im Pavillon der Hoffnung auf, der zum Wahrzeichen der Weltausstellung gekürt wurde. Im Herbst 2001 erhielt die Band einen Plattenvertrag bei Polydor und stieg im September 2002 mit der Single Wenn du es so willst auf Platz 75 der Charts ein. Dazu wurde ein Musikvideo produziert, das der Musikfernsehsender MTV mehrere Wochen spielte. Im März 2003 gelang Beatbetrieb ein überraschender zweiter Platz beim deutschen Vorentscheid zum Eurovision Song Contest in Kiel mit dem Lied Woran glaubst du? Beide Titel sind Teil des Albums Immer, das Derek von Krogh und Dieter Falk produzierten.
Nach der Produktion der Single Raus aus dem Labyrinth verließ Theo Eißler im Juli 2003 Beatbetrieb. Im selben Jahr nominierten die Radiosender Fritz, N-Joy, Bremen Vier, MDR Jump und SR1 das Stuttgarter Trio mit der Single Wenn du es so willst für den ECHO-Nachwuchspreis des deutschen Radios. 2004 wurde ihr Titel Die neue Zeitrechnung auf der CD Zeichen der Zeit veröffentlicht. Ab Januar 2006 zählte Beatbetrieb fünf Mitglieder: Gitarrist Winnie Schweitzer, Bassist Markus Spider Dilger, Keyboarder Ralf Schuon, Schlagzeuger Tobi Wörner und Sänger Michael Janz. Im März 2006 wurde im Stuttgarter Club Rosenau an zwei Abenden ein Akustik-Album live aufgenommen. 2009 löste sich die Band auf.
Ihren musikalischen Stil beschreibt Beatbetrieb als „Meanstreampop [sic?] mit Hiphop-Anleihen und Rap-Einlagen“.

## Auszeichnungen
- Mai 1998: Newcomerwettbewerb Clip Attack, der vom Musiksender VIVA, der Filmakademie Ludwigsburg und der Medien- und Filmgesellschaft Baden-Württemberg veranstaltet wird. Preis ist ein Video-Clip, überreicht von Dieter Gorny.
- September 2003: Verleihung der goldenen Stimmgabel.[5]
- 2003: New Faces Award in der Kategorie Musik (Beliebteste Band)

## Diskografie

### Singles
| Jahr | Titel                     | Verlag                  |
| ---- | ------------------------- | ----------------------- |
| 1998 | Beatbetrieb               | Pila Music              |
| 2002 | Wenn du es so willst      | Stereo Wonderland (UMG) |
| 2003 | Woran glaubst du?         | Stereo Wonderland (UMG) |
| 2003 | Raus aus dem Labyrinth    | Polydor                 |
| 2004 | Die Fragen der Menschheit | Island (UMG)            |

### Alben
| Jahr | Titel                 | Verlag          |
| ---- | --------------------- | --------------- |
| 2003 | Immer                 | Polydor         |
| 2005 | Die neue Zeitrechnung | Beatbetrieb     |
| 2006 | akustisch & live      | Hänssler Verlag |

### Kollaborationsprojekte
| Jahr | Titel                                | Verlag       |
| ---- | ------------------------------------ | ------------ |
| 1999 | Top Hits                             | Pila Music   |
| 2000 | WWJD: What Would Jesus Do? - Die CD! | Gerth Medien |
| 2004 | Zeichen der Zeit                     | Sony Music   |
| 2004 | Alle für den Herrn                   | SCM-Verlag   |
| 2007 | Die Hits 2007                        | Gerth Medien |